# Felipe de la Morena y Calvet
Felipe de la Morena y Calvet (Madrid, 27 de octubre de 1927) es un diplomático español.
Licenciado en Derecho, fue embajador de España en la República Popular China en 1978, después en Siria y en Chipre (con residencia en Damasco), Túnez y Reino Unido, donde alcanzó la jubilación dos años más tarde. siendo sustituido por Alberto Aza Arias.
| Predecesor: José Joaquín Puig de la Bellacasa | Embajador de España en el Reino Unido 1990 - 1992 | Sucesor: Alberto Aza Arias |